# 상일여자고등학교 (광주)
상일여자고등학교(尙一女子高等學校)는 대한민국 광주광역시 서구 쌍촌동에 위치한 공립 고등학교이다.

## 학교 연혁
- 2005년 11월 8일 : 상일여자고등학교 설립 인가
- 2008년 3월 1일 : 초대 박도훈 교장 취임
- 2008년 3월 3일 : 제1회 상일여자고등학교 입학식(12학급 475명)
- 2009년 11월 : 교과부 공모 자율형 공립고 선정(2010. 3. 1부터 5년간)
- 2011년 2월 8일 : 제1회 졸업생(445명) 배출
- 2011년 9월 : 기숙사 “미래로” 완공
- 2014년 8월 30일 : 역사관 개관식
- 2014년 9월 : 교과부 공모 자율형 공립고 재지정(2015.3.1부터 5년간)
- 2021년 9월 1일 : 교육부 공모 자율형 공립고 재지정(2020.3.1부터 5년간)
- 2025년 1월 23일 : 제15회 졸업식(졸업생 148명, 누적 졸업생 3,917명)
- 2025년 3월 1일 : 제7대 황준연 교장 취임
- 2025년 3월 4일 : 제18회 입학식(8학급 204명)

## 참고 자료
- 상일여자고등학교 - 한국교육학술정보원 학교알리미